# Giuseppe Momo

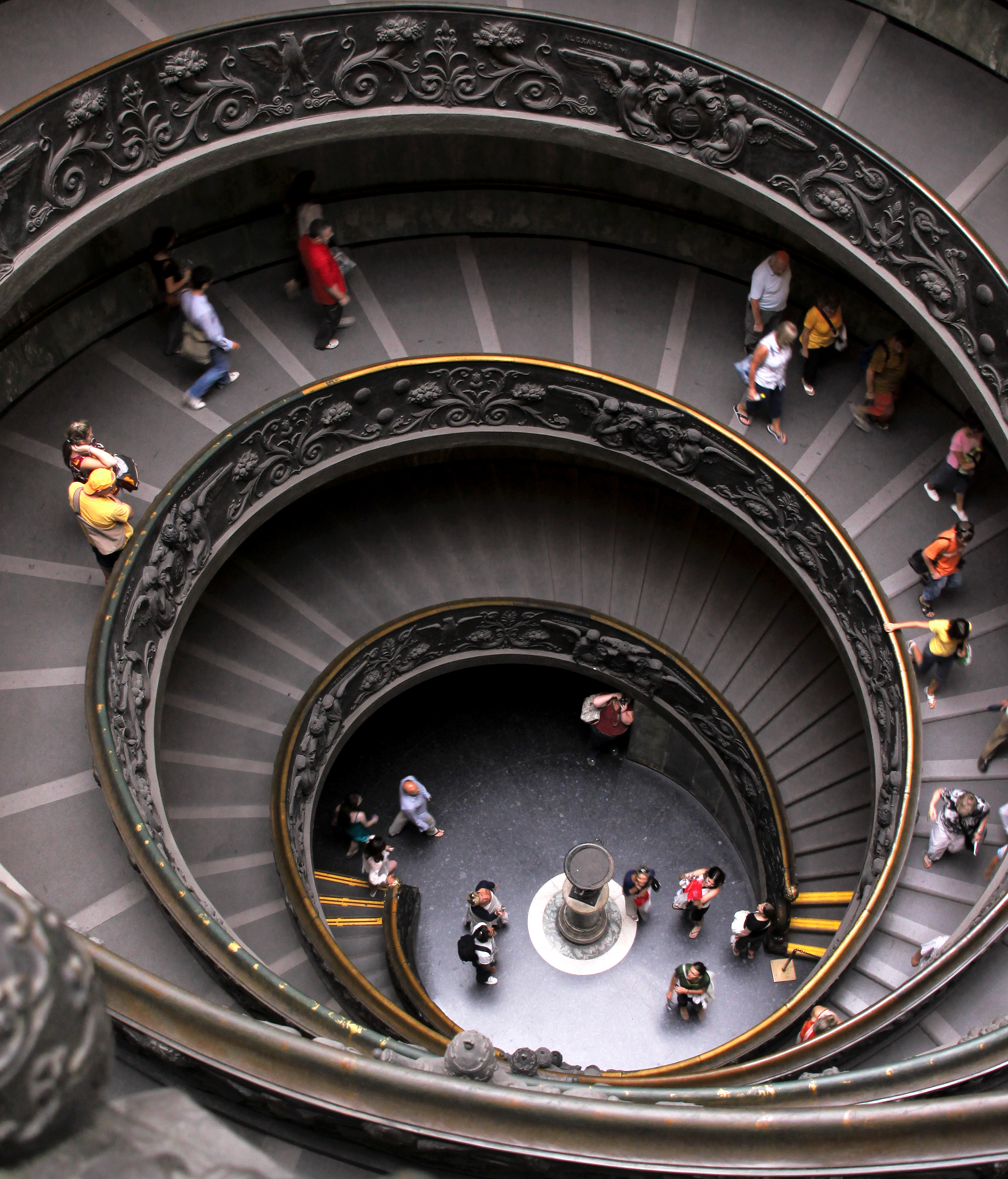
Escalera monumental de los Museos Vaticanos.

Giuseppe Momo (Vercelli, 7 de diciembre de 1875 – Turín, 9 de mayo de 1940) fue un ingeniero y arquitecto italiano. Trabajó principalmente en Turín y el Piamonte, hasta que fue llamado por Pío XI para efectuar la remodelación arquitectónica de la Ciudad del Vaticano.

## Biografía
Estudió en el Politécnico de Turín, donde se licenció en 1901. Durante los primeros años de su labor profesional trabajó en la zona del Piamonte, hasta que fue llamado por el papa Pío XI al Vaticano, donde realizó el Palacio del Gobernador del Vaticano, la estación de tren de la ciudad papal, la Universidad Pontificia Lateranense y la entrada de los Museos Vaticanos, en forma de escalera de doble espiral. En total, en la ciudad pontificia realizó más de 200 proyectos arquitectónicos.